# Obama maculipunctata
Obama maculipunctata ist eine Art der Landplanarien, die in Brasilien vorkommt.

## Merkmale
Obama maculipunctata ist eine mittelgroße Landplanarie mit einem lanzenförmigen Körper. Individuen erreichen eine Körperlänge von etwas mehr als 70 Millimetern. Die Grundfärbung der Rückenseite ist hellbraun, darauf zeigt sich eine große Anzahl feiner schwarzer Punkte und unregelmäßige graue Flecken, die stärker an den Seiten ausgeprägt sind und der Körperfläche ein marmoriertes Erscheinungsbild verleihen. Das vordere Drittel der Bauchseite zeigt eine blass-gelbe Färbung, die zur Körpermitte bis zum Körperende in eine orange Färbung übergeht.
Viele Augen von O. maculipunctata sind auf den ersten Millimetern des Körpers am Rand verteilt, weiter hinten befinden sich Augen vor allem auf der Rückenseite, wo sie die Mittellinie besetzen.

## Verbreitung
Das Habitat von O. maculipunctata bilden sowohl feuchte Wälder im Nordosten Rio Grande do Suls und im Osten Santa Catarinas im südlichen Brasilien, als auch Anpflanzungen Brasilianischer Araukarien und Kiefern.

## Etymologie
Das Artepitheton maculipunctata leitet sich von den lateinischen Wörtern macula (dt. Fleck) und punctus (dt. Punkt) ab und verweist auf die dorsale Färbung der Art.